# Каменка (Астраханський район)
Ка́менка (каз. Каменка) — село у складі Астраханського району Акмолинської області Казахстану. Адміністративний центр та єдиний населений пункт Каменської сільської адміністрації.
Населення — 553 особи (2021; 863 у 2009, 1023 у 1999, 1566 у 1989).
Національний склад станом на 1989 рік:
- німці — 55 %;
- поляки — 25 %.